# Prémio Barringer
O Prémio Barringer (em inglês:  Barringer Award) é concedido anualmente pela Meteoritical Society.
Este galardão pretende premiar o trabalho de investigação no campo da formação e estudo de crateras de impacto.
Este prémio foi estabelecido em 1982, para homenagear Daniel Morgan Barringer e seu filho D. Moreau Barringer Jr.. 
O Prémio Barringer é patrocinado pela Barringer Crater Company.

## Laureados[2]
| Ano  | Nome                    |
| ---- | ----------------------- |
| 1984 | Eugene Shoemaker        |
| 1985 | Robert S. Dietz         |
| 1986 | Donald E. Gault         |
| 1987 | Wolf J. von Engelhardt  |
| 1988 | Michael R. Dence        |
| 1989 | Virgil E. Barnes        |
| 1990 | Richard A. F. Grieve    |
| 1991 | Victor L. Masaitis      |
| 1992 | Edward C. T. Chao       |
| 1993 | Dieter Stoffler         |
| 1994 | D. W. Roddy             |
| 1995 | William A. Cassidy      |
| 1996 | F. Hörz                 |
| 1997 | T. Ahrens               |
| 1998 | B. A. Ivanov            |
| 1999 | H. Jay Melosh           |
| 2000 | Ralph Belknap Baldwin   |
| 2001 | Alexander T. Basilevsky |
| 2002 | Bevan M. French         |
| 2003 | Graham Ryder            |
| 2004 | Peter H. Schultz        |
| 2005 | Billy P. Glass          |
| 2006 | Robert M. Schmidt       |
| 2007 | Christian Koeberl       |
| 2008 | Frank T. Kyte           |
| 2009 | Wolf Uwe Reimold        |
| 2010 | William K. Hartmann     |
| 2011 | Bruce F. Bohor          |
| 2012 | Jan Smit                |
| 2013 | Walter Alvarez          |
| 2014 | Alex Deutsch            |
| 2015 | Natalia Artemieva       |
| 2016 | Keith Holsapple         |
| 2017 | Akira Fujiwara          |
| 2018 | Thomas Kenkmann         |
| 2019 | Mark Cintala            |
| 2020 | Joanna Morgan           |
| 2021 | Gordon Osinski          |